# Sonny Tuckson
Avec ses compagnons Buck Danny et Jerry Tumbler, Sonny Tuckson est l'un des trois personnages principaux de la bande dessinée Buck Danny apparue dans l'hebdomadaire Spirou.
D’abord prénommé « Sony » avec un seul « n » puis rebaptisé « Sonny » (« Sonny » signifie aussi « fiston »), Tuckson est militaire et pilote d'avion. Il apporte une touche humoristique à la série.

## Caractère du personnage
Dans une série réaliste traitant de thèmes sérieux sinon dramatiques, il est une sorte de faire-valoir divertissant, destiné à en détendre l'atmosphère. Complexé par sa petite taille (qui déclenche à son encontre les insultes de « nabot » ou de « nain ») et sa couleur de cheveux, volontiers colérique et facilement emporté, Sonny est « petit, roux, braillard ». Fils d'un marchand de hot-dogs, provenant d'une famille originaire d'Irlande et né au Texas, dont il garde un « épouvantable accent » il est fréquemment affamé et gourmand invétéré. Gaffeur impénitent, c'est sur lui que s'abattent toutes les petites misères. Dans la plupart des albums de la série, le préambule du scénario le place dans une situation ridicule, grotesque ou infantile.
En cours d'épisode, ses gaffes (et donc lui-même, involontairement et fortuitement) sont généralement à l’origine de la résolution de bon nombre des imbroglios dans lesquels se débattent les héros. Ce qui ne l’empêche pas d'encourir souvent des sanctions de la part de ses supérieurs. Mais, avec un amical humour, Tumbler et Danny en atténuent généralement l'aspect douloureux par le montage à ses dépens d'inénarrables plaisanteries. Tuckson essaie bien de les piéger en retour mais ses tentatives se retournent systématiquement contre lui, et il finit toujours comme le dindon de la farce. Cependant, grâce à ses appréciables qualités professionnelles et à ses remarquables talents de pilote, il parvient en définitive à réparer ses fautes et à s'amender. En effet, au cours de l'aventure son sens des responsabilités et son sérieux reprennent heureusement le dessus, et c'est en officier compétent et professionnel qu'il finit par contribuer, avec une pleine efficacité à résoudre des situations dramatiques. S'il est très sensible au prestige de l'uniforme, il n'en est pas moins amateur du port de tenues pittoresques qu'il semble être le seul à apprécier. En tant que Texan, il monte très bien à cheval mais est un piètre tireur lorsqu'il manie le colt (Sabotage au Texas).
À partir du 24e album il se retrouve fréquemment affublé de fiancées (ou de petites amies) invariablement ahurissantes, difformes ou idiotes, causes d'inéluctables catastrophes. À partir du 41e épisode le chien (O'Connor) de l'amiral Walker, lui en fera voir aussi de toutes les couleurs.

## Tableau récapitulatif
Les fiancées de Tuckson sont donc successivement :
| Épisode                            | Nom de la relation                  | Ahurissante ? | Difforme ? | Stupide ? | Intelligente ? | Ravissante ? | Manipulatrice ? | Notes |
| ---------------------------------- | ----------------------------------- | ------------- | ---------- | --------- | -------------- | ------------ | --------------- | --- |
| 3 - La Revanche des Fils du Ciel   | Pamela                              |               |            |           |                |              |                 | nom de son avion P-51 Mustang (des Tigres Volants)                                                                                            |
| 24 - Prototype FX-13               | Pamela Knickerboom                  | Ahurissante   | Difforme   | Stupide   |                |              |                 | |
| 26 - Le Retour des Tigres Volants  | Maeva N…                            | Ahurissante   | Difforme   | Stupide   |                |              |                 | Indigène philippine (de Manille) |
| 29 - Opération Mercury             | Lulu Belle                          |               |            |           | Malicieuse     | Ravissante   | Manipulatrice   | Vedette de Music-Hall et espionne (haute trahison)                                                                                            |
| 31 - X-15                          | N… Webb                             |               |            |           | Intelligente   | Ravissante   |                 | Médecin lieutenant à Edwards AFB – visée non partagée ; platonique et sans succès.                                                            |
| 32 - Alerte à Cap Kennedy          | officier féminin anonyme            |               |            |           | Intelligente   | Ravissante   | circonspecte    | visée non partagée et avances repoussées. |
| 35 - L’Escadrille de la Mort       | Patsy Gordon                        |               |            |           | Intelligente   | Ravissante   | Honnête         | Patriote sincère. Conséquence d’un quiproquo.                                                                                                 |
| 36-37 - Anges bleus-Masque de cuir | Les Colombes de la Paix             |               |            |           | Intelligentes  | Ravissantes  | Malicieuses     | Collectif de pilotes de la patrouille acrobatique soviétique (parmi lesquelles Tatiana Dimitriovna est un peu l’alter ego féminin de Tuckson) |
| 41 – Mission ‘Apocalypse’          | Eunice Walker                       | Ahurissante   | Difforme   | Stupide   |                |              |                 | Situation résultant d’un coup monté |
| 44 - Les "Agresseurs"              | N… (alias Lynn) et Olga (alias Kay) |               |            |           | Intelligentes  | Ravissantes  | Manipulatrices  | Agents de renseignement soviétiques qui profitent de la naïveté de Tuckson.                                                                   |
| 46 - L’Escadrille fantôme          | Cindy McPherson                     |               |            |           | Intelligente   | Ravissante   | Manipulatrice   | Liaison furtive et éphémère. Visée morale et familiale.                                                                                       |
| 47 - Zone interdite                | Iñes Tegualpa                       |               |            |           |                | Ravissante   | Honnête         | Rêve platonique… |
| 49 - La Nuit du Serpent            | Caporal anonyme de l’US Air Force   |               |            |           |                | Ravissante   | Honnête         | Rencontre à Kadena AFB (Okinawa, Japon). Tentative de séduction prudemment esquivée par le caporal.                                           |
| 50 - Sabotage au Texas             | Lucy « Lulubelle », veuve Hankson   | Ahurissante   | Difforme   |           | Intelligente   |              | Honnête         | Lucy est pilote d'avion. |
| 53 - Cobra noir                    | Capitaine Shana Abramson            |               |            |           | Intelligente   | Ravissante   | Manipulatrice   | Shana est une israélienne spécialiste du SU27, qui se révèle être une espionne russe.                                                         |